# Кресты (Куркинский район)
Кресты — село в Куркинском районе Тульской области России.
В рамках административно-территориального устройства является центром Крестовской волости Куркинского района, в рамках организации местного самоуправления включается в Михайловское сельское поселение.

## География
Расположено в 9 км к северо-западу от райцентра, посёлка городского типа  Куркино, и в 101 км к юго-востоку от областного центра, г. Тулы. 

## Население
| 2002 | 2010 |
| ---- | ---- |
| 325  | ↘291 |